# Louis Déglon
Pour les articles homonymes, voir Déglon.
Louis Déglon, né le 6 avril 1827 à Curtilles et mort le 1er janvier 1907 dans la même commune, est une personnalité politique suisse, membre de la Gauche Libérale, puis du Parti radical-démocratique dès sa création en 1894. Il est député du canton de Vaud au Conseil national de 1883 à 1899.

## Biographie
Louis Déglon naît le 6 avril 1827 à Curtilles, dans le canton de Vaud. Protestant, originaire de Curtilles, il est le fils de Jacques Daniel Déglon, paysan, et de Rose Marie Clot. Il épouse Lina Moratel.
Agriculteur, il est membre des Radicaux/Gauche Libérale (puis du Parti radical-démocratique dès sa création en 1894). Il est élu au Grand Conseil vaudois en 1862 mais renonce à son siège en 1868 pour remplacer son père en tant que juge de paix de Lucens, la loi sur les incompatibilités l'empêchant de cumuler les deux fonctions. Il exerce ensuite comme président du tribunal du district de Moudon de 1880 à 1883 avant de quitter ses fonctions judiciaires, ce qui lui permet d'être réélu au Grand Conseil de 1884 à 1896. En parallèle, il est conseiller national de 1883 à 1899 et lieutenant-colonel d'infanterie dans l'armée suisse,.

## Liens
- Notice dans un dictionnaire ou une encyclopédie généraliste :   - Dictionnaire historique de la Suisse
- Notices d'autorité :   - VIAF
  - GND